# Готтмар, Павел
Па́вел Го́ттмар (чеш. Pavel Hottmar; 28 июня 1979, Либерец) — чешский гребец-байдарочник, выступал за сборную Чехии в конце 1990-х — начале 2000-х годов. Участник летних Олимпийских игр в Сиднее, дважды бронзовый призёр чемпионатов Европы, победитель многих регат национального и международного значения.

## Биография
Павел Готтмар родился 28 июня 1979 года в городе Либерец.
Первого серьёзного успеха на взрослом международном уровне добился в 1999 году, когда попал в основной состав чешской национальной сборной и побывал на чемпионате Европы в Загребе, откуда привёз награду бронзового достоинства, выигранную в зачёте одиночных байдарок на дистанции 200 метров — в решающем заезде его обошли представитель Израиля Михаил Калганов и гребец из Югославии Огнен Филипович. Благодаря череде удачных выступлений удостоился права защищать честь страны на летних Олимпийских играх 2000 года в Сиднее — стартовал здесь в одиночках на пятистах метрах и в четвёрках на тысяче метрах, в обоих случаях сумел дойти лишь до стадии полуфиналов, где финишировал пятым и четвёртым соответственно.
После сиднейской Олимпиады Готтмар остался в основном составе гребной команды Чехии и продолжил принимать участие в крупнейших международных регатах. Так, в 2001 году он выступил на европейском первенстве в Милане, где снова стал бронзовым призёром одиночной двухсотметровой программы — на сей раз его опередили немец Рональд Рауэ и венгр Винце Фехервари. Вскоре по окончании этих соревнований принял решение завершить карьеру профессионального спортсмена, уступив место в сборной молодым чешским гребцам.